# 樋口知行
樋口 知行（ひぐち ともゆき、1985年3月2日 - ）は、静岡県出身のサッカー選手、サッカー指導者。2005年シーズンはJ2リーグであるザスパクサツ群馬にてプレーした。

## 概要
2003年に静岡北高校からジヤトコサッカー部に加入したが、同年末にクラブが解散。翌年はジヤトコサッカー部を引き継ぐ形で発足したFCイースタン04に所属したがこれも1年で活動休止となった。
2005年に新しくJ2リーグに参戦したザスパ草津に加入した。10月22日の湘南ベルマーレ戦で控えフォワードとして途中出場しJリーグデビュー。リーグでは計3試合に出場したが、クラブは同年を最下位で終えた。樋口自身もシーズン末に退団し、アスルクラロ沼津に加入した。
その後はSS伊豆に2016年から2017年まで所属、現在はコーチ業を務めている。

## 個人成績
| 2005   | 草津   | 37     | J2     | 3 | 0 | 1 | 0 | 4 | 0 |
| 通算   | 日本   | 日本   | J2     | 3 | 0 | 1 | 0 | 4 | 0 |
| 総通算 | 総通算 | 総通算 | 総通算 | 3 | 0 | 1 | 0 | 4 | 0 |